# Санін Анатолій Анатолійович
Анатолій Анатолійович Санін (нар. 12 серпня 1980) — український футболіст, півзахисник та захисник.

## Життєпис
Футбольну кар'єру розпочав у «Металісті-2», у футболці якого дебютував 10 вересня 1998 року в програному (0:1) виїзному поєдинку 6-го туру групи В Другої ліги України проти дніпропетровського «Дніпра-2». Анатолій вийов на поле на 75-й хвилині, замінивши Максима Озерова. Першим голом у професіональному футболі відзначився 1 травня 1999 року на 62-й хвилині переможного (1:0) виїзного поєдинку 26-го туру групи В Другої ліги України проти «Миргорода». Санін вийшов на поле в стартовому складі та відіграв увесь матч. У команді провів три з половиною сезони, за цей час у Другій лізі України зіграв 63 матчі (3 голи), ще 8 матчів зіграв у кубку України. На початку січня 2002 року перебрався у «Зірку». У футболці кіровоградського клубу дебютував 14 березня 2002 року в переможному (2:1) виїзному поєдинку 18-го туру Першої ліги України проти київського «Динамо-2». Анатолій вийшов на поле в стартовому складі, а на 65-й хвилині його замінив Сергій Щастливий. У другій половині сезону 2001/02 років зіграв 15 матчів у Першій лізі України. Напередодні старту сезону 2002/03 років повернувся в «Металіст». У футболці харківського клубу дебютував 7 листопада 2002 року в програному (0:2) домашньому поєдинку 1-го туру Вищої ліги України проти київського «Динамо». Санін вийшов на поле в стартовому складі, а на 69-й хвилині його замінив Вадим Гольдін. Протягом майже трьох сезонів виступав за першу та другу команду «Металіста». За першу команду зіграв 21 матч у Вищій лізі та 2 поєдиник в національному кубку, а за другу команду — 37 матчів у Другій лізі України. 24 липня 2004 року відіграв усі 90 хвилин у програному (1:4) чернігівською «Десною» поєдинку Другої ліги України проти харківського «Геліоса».
Сезон 2005/06 років розпочав у луганській «Зорі-Гірник», у футболці якої зіграв 2 поєдинки на аматорському рівні. Восени 2005 року потрапив до заявки першої команди «Зорі». У футболці луганського клубу дебютував 1 жовтня 2005 року в переможному (3:0) виїзному поєдинку 9-го туру Першої ліги України проти сімферопольського «Динамо-ІгроСервіс». Анатолій вийшов на поле в стартовому складі, а на 46-й хвилині його замінив Володимира Лукашука. Цей матч так і залишився єдиним у футболці «мужиків». На початку січня 2006 року виїхав до Фінляндії, де став гравцем клубу ЮПА з Какконена (третій дивізіон чемпіонату Фінляндії). У своєму дебютному сезоні в новій команді зіграв один матч національної першості. Наступного року також провів у Фінляндії. На початку січня 2008 року повернувся до України, де підсилив «Севастополь». У футболці «городян» дебютував 18 березня 2008 року в нічийному (1:1) домашньому поєдинку 20-го туру Першої ліги України проти київської «Оболоні». Санін вийшов на поле в стартовому складі та відіграв увесь матч. У першій половині сезону 2008 року зіграв 8 матчів у Першій лізі, після чого завершив професіональну кар'єру. У 2010 році виступав за «Ніку-СМК» у чемпіонаті Харківської області.

## Досягнення
«Зоря» (Луганськ)
- Перша ліга України
  -  Чемпіон (1): 2005/06

«Металіст» (Харків)
- Перша ліга України
  -  Чемпіон (1): 2003/04

«Десна» (Чернігів)
- Друга ліга України
  -  Срібний призер (1): 2004/05